# John Vereker Gort
John Standish Surtees Prendergast Vereker, 6.º vizconde Gort (10 de julio de 1886 - 31 de marzo de 1946), más conocido como Lord Gort, fue un oficial de alto rango británico, que sirvió en la Primera Guerra Mundial y en la Segunda, siendo merecedor de la Cruz Victoria, entre otras condecoraciones.
John Gort es recordado por ser el comandante de la Fuerza Expedicionaria Británica durante la batalla de Dunkerque, en la batalla de Francia. La idea de la operación Dinamo es atribuida a John Gort.

## Inicios
Nació en Londres y creció en el condado de Durham y en la Isla de Wight. Después de terminar la escuela asistió a la Real Academia Militar en enero de 1904, habiendo logrado heredar el título honorario de su padre en 1902. Fue comandado en los Guardias granaderos en julio de 1905, donde se distinguió.
Al morir Eduardo VII en 1910, el teniente Gort estuvo al mando de los granaderos que transportaron el ataúd y manejaron el catafalco. Fue nombrado miembro de la Real Orden Victoriana por sus servicios.
En noviembre de 1908 Gort visitó a su tío, Jeffrey Edward Prendergast Vereker, un excomandante de ejército británico y el hijo más joven del cuarto vizconde Gort, en Kenora, Ontario. Durante un viaje de caza alces, Gort se quitó una gran roca y su fusil descargado, hiriendo a su guía, William Prettie, quién más tarde murió de sus heridas en Winnipeg. Tras ello, Gort inmediatamente retornó a Inglaterra.
El 22 de febrero de 1911 se casó con Corinna Vereker, una prima segunda, en la Capilla de los Guardias, en Wellington Barracks. Tuvieron tres hijos, Charles en 1912, Joscelyn en 1913, y Jacqueline en 1914. Se divorciaron en 1925.
El 3 de septiembre de 1913 fue designado ayuda de campo del general Francis Lloyd, comandante del distrito londinense.

## Primera Guerra Mundial
En 1914, el capitán Gort fue enviado al Frente occidental, donde ganó la Cruz Militar y la Orden del Servicio Distinguido.
Por sus acciones en Francia, recibió la Cruz Victoria el 27 de septiembre de 1918. El teniente coronel Gort había liderado su batallón en su avance bajo fuego enemigo, cuando su avance fue frenado, él se dirigió hacia un tanque aliado en un campo abierto, y solicitó asistencia a los oficiales del tanque, para que los cubrieran. En el enfrentamiento fue herido, pero continuó en el mando, siendo capturados al final 200 prisioneros de guerra enemigos, dos baterías y varias ametralladoras. Solamente cuando el éxito estuvo asegurado, Gort permitió ser retirado del frente para recibir asistencia médica. El asistente de campo de Gort murió mientras lo cubría en el combate.

## Periodo de entreguerras
Después de continuar algunos estudios, Gort regresó al servicio en 1921 como instructor.
Desde 1922 se dedicó a navegar y se unió al Real Escuadrón de Yates ese mismo año. En 1925 participó en la carrera Fastnet. En 1924 reescribió el Manual de Entrenamiento de la Infantería.
Fue promocionado a coronel en 1925, y en enero de 1927 fue a Shanghái, regresando al Reino Unido para informar al rey Jorge V y al príncipe Eduardo VIII de la situación actual en China. Luego recibió el mando de la Brigada de Guardias desde 1930 hasta 1932, siendo enviado luego a la India como supervisor de entrenamiento, regresando a la Escuela de Oficiales en 1936 como Comandante.
En 1937 fue promovido a general, sin haber obtenido el rango intermedio de teniente general, sorpresivamente, también fue seleccionado para ser jefe del Estado Mayor Imperial. Inmediatamente tomó como objetivo la creación de una fuerza terrestre para defender a Francia y a los Países Bajos de la amenaza de la Alemania nazi, ya que el general Gort estaba convencido de que Francia no podría defenderse sola.

## Segunda Guerra Mundial
Al iniciar la guerra, recibió el mando de la Fuerza Expedicionaria Británica en Francia, arribando al país el 19 de septiembre de 1939. Después de la Guerra de broma, inició la batalla de Francia en junio de 1940, y la FEB se preparó para ocupar Bélgica, hasta entonces neutral, para hacerle frente a la fuerza invasora alemana. Adivinando la estrategia aliada, los alemanes enviaron la mayor parte de sus tropas por las Árdenas, atrapando a la mayor parte del ejército francés y al FEB en Bélgica. Lord Gort ignoró las órdenes francesas de contraatacar al sur, para romper el cerco alemán, y decidió retirarse con la FEB y parte de las tropas francesas atrapadas al norte, donde solicitó la evacuación de sus tropas al Reino Unido (Operación Dinamo). La decisión de Gort salvó a la mayoría de los soldados británicos, aunque la mayor parte de las tropas francesas se perdió, no obstante, las tropas dejadas atrás cubrieron la retirada británica en la batalla de Dunkerque.
Gort continuó en el servicio militar el resto de la guerra. El 25 de junio, fue enviado a Rabat, Marruecos, para apoyar a dos ministros franceses anti-nazis, pero fue arrestado por las autoridades locales de Vichy, proalemanas. No obstante, debido a su cargo diplomático, fue liberado rápidamente.
Gort recibió el puesto de Inspector de Entrenamiento del Ejército Territorial, un puesto poco importante, ya que los miembros del Ejército Territorial eran voluntarios que no poseían las aptitudes físicas para prestar servicio en el ejército regular. Consciente de lo fútil de su mando, Lord Gort visitó Islandia, las Islas Orcadas, y las Islas Shetland. Entre 1941 y 1942 fue designado Gobernador de Gibraltar, durante su gobierno, promovió la extensión de la pista de aterrizaje existente, extensión que fue útil durante la batalla del Mediterráneo. Entre 1942 y 1944 fue designado Gobernador de Malta, que estaba sitiada desde 1940, debido a su liderazgo, la gente de la isla le entregó la Espada del Honor. El 20 de junio de 1943, el rey le entregó su bastón de mariscal de campo. El 29 de septiembre, Gort, acompañó a los generales Eisenhower y Alexander, a la firma del mariscal Badoglio del instrumento de rendición de Italia en la bahía de La Valetta.

## Posguerra
El último puesto que recibió fue ser el Alto Comisionado del Mandato Británico de Palestina y Transjordania. Durante una reunión en noviembre de 1945 con los mariscales de campo Alan Francis Brooke y Bernard Law Montgomery, Gort sufrió un colapso y fue enviado a Londres de emergencia, donde se le diagnosticó cáncer.
En febrero de 1946, fue nombrado vizconde de Gort en el Reino Unido, su título 6.º vizconde de Gort era un título irlándes, no obstante, después de su muerte en 1946, el título británico se extinguió y el irlandés pasó a un primo.
- Datos: Q334984
- Multimedia: John Vereker, 6th Viscount Gort / Q334984